# 尼姆游戏

排成尼姆堆的火柴。游戲者輪流選擇一排火柴，從其中拿走任何根火柴

尼姆游戏（英語：Nim），又譯為拈，是一种两个人玩的回合制数学战略游戏。游戏者轮流从幾排棋子（或者任何道具）中選擇一排，再由這一排中取走一个或者多个，依規則不同，拿走最後一個的可能是输家，也有可能是贏家。当指定相应数量时，一堆这样的棋子称作一个尼姆堆。古代就有許多尼姆游戏的變體。最早歐洲有關尼姆游戏的參考資料是在16世紀，目前使用的名稱是由哈佛大学的Charles L. Bouton命名，他也在1901年提出了此遊戲的完整理論，不過沒有說明名稱的由來。
尼姆游戏最常見的玩法是拿到最後一個棋子的人輸（misère game）。尼姆游戏也可以改為拿到最後一個棋子的人贏（normal play）。大部份類似的遊戲都是最後一個棋子的人贏，不過這不是尼姆游戏最常見的玩法。不論哪一種玩法，只要剛好剩下一排的棋子是二個或二個以上（其他排可能沒有棋子，或是只有一個），下一個遊戲者可以輕易的獲勝。下一個遊戲者可以將數量最多的這排棋子全部拿走或只留一個。剩下的各排都只有一個棋子。
若是misère版本，下一個遊戲者下完之後，只要留下奇數排就會勝利，若是normal版本，下一個遊戲者下完之後，只要留下偶數排就會勝利。
normal版本的尼姆游戏（也就是尼姆数系統）是斯普莱格–格隆第定理的基礎，其中提到在normal版本中，每一個normal版本的无偏博弈（从任何一个局势出发，双方可以采取完全相同的行动，也就是说棋盘上没有颜色的区分）都等價於一個特定大小的尼姆堆。所有的normal版本的无偏博弈都可以給與尼姆值，但misère版本的就不一定。只有溫馴遊戲才能用misère版本尼姆的策略來進行。尼姆遊戲是一種特殊的偏序遊戲，其中的偏序关系包括了不交集的全序關係（堆）。三排棋子尼姆遊戲的演進圖和Ulam-Warburton自動機演進圖的三個分支相同。

## 遊戲玩法以及說明
normal版本是由二位遊戲者一起玩，有三排棋子，各排的棋子為任意正整數。二位遊戲者輪流選一排棋子，拿走上面至少一個棋子，也可以拿同一排的多個棋子。normal版本的目的是要拿到最後一個棋子。misère版本的目的就是要讓對方被迫拿走最後一個棋子（拿到最後一個棋子的人輸）。
以下是normal版本的遊戲，由愛麗絲與鮑伯二個人玩，三排棋子分別有三個、四個及五個棋子。
| 各排數量 A B C | 走法                                                                                            |
| 3 4 5          | 鮑伯從A排拿走2個棋子                                                                            |
| 1 4 5          | 愛麗絲從C排拿走3個棋子                                                                          |
| 1 4 2          | 鮑伯從B排拿走1個棋子                                                                            |
| 1 3 2          | 愛麗絲從B排拿走1個棋子                                                                          |
| 1 2 2          | 鮑伯拿走所有A排的棋子，只剩下二排，各有2個                                                      |
| 0 2 2          | 愛麗絲從B排拿走1個棋子                                                                          |
| 0 1 2          | 鮑伯從C排拿走1個棋子，只剩下二排，各有1個 （若是misère版本，會從C排拿走2個棋子，留下(0, 1, 0)） |
| 0 1 1          | 愛麗絲拿走B排的1個棋子                                                                          |
| 0 0 1          | 鮑伯拿走所有C排的棋子，鮑伯勝利。                                                               |

## 必勝組態
尼姆游戏的策略就是在拿完棋子後，使棋子個數符合以下任何一個組態，接下來再輪到時，一定可以再拿走適當數量的棋子，使棋子個數仍符合以下任何一個組態。normal版本和misere版本的差別只在最後一兩步，前面都相同：
| 2排   | 3排      | 4排       |
| ----- | -------- | --------- |
| 1 1 * | 1 1 1 ** | 1 1 1 1 * |
| 2 2   | 1 2 3    | 1 1 n n   |
| 3 3   | 1 4 5    | 1 2 4 7   |
| 4 4   | 1 6 7    | 1 2 5 6   |
| 5 5   | 1 8 9    | 1 3 4 6   |
| 6 6   | 2 4 6    | 1 3 5 7   |
| 7 7   | 2 5 7    | 2 3 4 5   |
| 8 8   | 3 4 7    | 2 3 6 7   |
| 9 9   | 3 5 6    | 2 3 8 9   |
| n n   | 4 8 12   | 4 5 6 7   |
|       | 4 9 13   | 4 5 8 9   |
|       | 5 8 13   | n n m m   |
|       | 5 9 12   | n n n n   |

*只在normal版本有效
**只在misere版本有效
其中有出現n和m，是任何正整數，n和m可以相同。

## 數學理論
尼姆游戏在數學上是已解遊戲，針對任意排數及個數的初始狀態都已有解法，而且有簡單的方式可以判斷哪一個遊戲者會勝利，並且此遊戲者要如何取子才會勝利。
這遊戲理論的關鍵是在各排個數在二进制下XOR位操作的結果，此操作也稱為是在GF(2)中的向量加法（在模數2以下的位元加法）。在組合博弈論中常稱為是「尼姆和」（nim-sum），以下也使用此一名稱。x和y的尼姆和會寫成x ⊕ y，以和一般的和區別x + y。像3, 4, 5的尼姆和計算如下：
| 二进制 | 十进制 | 備註                            |
| 0112   | 310    | A排                             |
| 1002   | 410    | B排                             |
| 1012   | 510    | C排                             |
| 0102   | 210    | 三排數字的尼姆和，3 ⊕ 4 ⊕ 5 = 2 |

另一個等效，比較容易心算的作法，是將三排的個數分別表示為相異二次冪的和，再設法消除成對的次冪，再將最後留下的數字相加即可：
```
3 = 0 + 2 + 1 =     2   1      A排
4 = 4 + 0 + 0 = 4              B排
5 = 4 + 0 + 1 = 4       1      C排
--------------------------------------------------------------------
2 =                 2          1和4都消去了, 剩下的是2
```

在normal版本（拿到最後一個棋子的贏）中，勝利的策略就是在取走棋子後，使尼姆和為0。只要取走棋子前，尼姆和不為0，一定有辦法取走部份棋子使尼姆和為0。另一個遊戲者無論怎麼拿，取走棋子後尼姆和都不會為0。以此策略，只要在取棋子時照策略進行，一定會勝利。要找到要拿走的棋子，可以令X是原來各排棋子數的尼姆和，遊戲策略是要分別計算各排棋子數和X的尼姆和(Yi)，找到尼姆和(Yi)比該排棋子數少的那一排，接下來就要取走這一排的棋子，使該排棋子數等於该行的尼姆和(Yi)。以上例中，原來各排棋子數的尼姆和是X = 3 ⊕ 4 ⊕ 5 = 2。A=3、B=4、C=5且X=2，因此得到
YA = A ⊕ X = 3 ⊕ 2 = 1      [因為 (011) ⊕ (010) = 001 ]
YB = B ⊕ X = 4 ⊕ 2 = 6
YC = C ⊕ X = 5 ⊕ 2 = 7
因此下一步是取走A排的棋子，使其數量變1（拿走二個棋子）。
有一個特別簡單的例子，是只剩二排的情形，其策略是在個數較多的那牌拿走部份棋子，使兩者數量相同。接下來對手不論怎麼下，都繼續使二排的數量相同，最後即可勝利。
若是玩misère版本。前面的策略都一樣，只到只剩一排的棋子超過一個（二個或二個以上）時才有不同。此時的策略都是針對超過一個棋子的那排棋子取子，使留下來的每一排都只有一個棋子。接下來玩的人只能從這幾排中選一排拿走。取子可能是那排全部取完，或是只剩一個，視遊戲版本而定，在玩misère版本（拿到最後一個棋子的輸）時，要使留下來的排數是單數（因此對方會拿到最後一個棋子），在玩normal版本遊戲時，要使留下來的排數是偶數。（因此自己會拿到最後一個棋子）。
以下是棋子數分別是3, 4, 5個，在misère版本的玩法：
| A | B | C | 尼姆和   | 下法 |
| 3 | 4 | 5 | 0102=210 | 我從A排拿走2個，使剩下的尼姆和為0                                                                         |
| 1 | 4 | 5 | 0002=010 | 你從C排拿走2個                                                                                            |
| 1 | 4 | 3 | 1102=610 | 我從B排拿走2個                                                                                            |
| 1 | 2 | 3 | 0002=010 | 你從C排拿走1個                                                                                            |
| 1 | 2 | 2 | 0012=110 | 我從A排拿走1個                                                                                            |
| 0 | 2 | 2 | 0002=010 | 你從C排拿走1個                                                                                            |
| 0 | 2 | 1 | 0112=310 | 我將B排的都拿走，只留下C排（使剩下的排數是奇數） （若是normal版本，我會從C排拿走1個，使剩下的排數是偶數） |
| 0 | 0 | 1 | 0012=110 | 你從C排拿走1個，也是最後一個，你輸                                                                        |

### 實現尼姆遊戲策略的程式範例
上述的策略可以寫成程式，以下就是Python的範例：
```
import
 
functools

MISERE
 
=
 
'misere'

NORMAL
 
=
 
'normal'

def
 
nim
(
heaps
,
 
game_type
):

    
"""Computes next move for Nim, for both game types normal and misere.

    if there is a winning move:

        return tuple(heap_index, amount_to_remove)

    else:

        return "You will lose :("

    - mid-game scenarios are the same for both game types

    >>> print(nim([1, 2, 3], MISERE))

    misere [1, 2, 3] You will lose :(

    >>> print(nim([1, 2, 3], NORMAL))

    normal [1, 2, 3] You will lose :(

    >>> print(nim([1, 2, 4], MISERE))

    misere [1, 2, 4] (2, 1)

    >>> print(nim([1, 2, 4], NORMAL))

    normal [1, 2, 4] (2, 1)

    - endgame scenarios change depending upon game type

    >>> print(nim([1], MISERE))

    misere [1] You will lose :(

    >>> print(nim([1], NORMAL))

    normal [1] (0, 1)

    >>> print(nim([1, 1], MISERE))

    misere [1, 1] (0, 1)

    >>> print(nim([1, 1], NORMAL))

    normal [1, 1] You will lose :(

    >>> print(nim([1, 5], MISERE))

    misere [1, 5] (1, 5)

    >>> print(nim([1, 5], NORMAL))

    normal [1, 5] (1, 4)

    """

    
print
(
game_type
,
 
heaps
,
 
end
=
' '
)

    
is_misere
 
=
 
game_type
 
==
 
MISERE

    
is_near_endgame
 
=
 
False

    
count_non_0_1
 
=
 
sum
(
1
 
for
 
x
 
in
 
heaps
 
if
 
x
 
>
 
1
)

    
is_near_endgame
 
=
 
(
count_non_0_1
 
<=
 
1
)

    
# nim sum will give the correct end-game move for normal play but

    
# misere requires the last move be forced onto the opponent

    
if
 
is_misere
 
and
 
is_near_endgame
:

        
moves_left
 
=
 
sum
(
1
 
for
 
x
 
in
 
heaps
 
if
 
x
 
>
 
0
)

        
is_odd
 
=
 
(
moves_left
 
%
 
2
 
==
 
1
)

        
sizeof_max
 
=
 
max
(
heaps
)

        
index_of_max
 
=
 
heaps
.
index
(
sizeof_max
)

        
if
 
sizeof_max
 
==
 
1
 
and
 
is_odd
:

            
return
 
"You will lose :("

        
# reduce the game to an odd number of 1's

        
return
 
index_of_max
,
 
sizeof_max
 
-
 
int
(
is_odd
)

    
nim_sum
 
=
 
functools
.
reduce
(
lambda
 
x
,
 
y
:
 
x
 
^
 
y
,
 
heaps
)

    
if
 
nim_sum
 
==
 
0
:

        
return
 
"You will lose :("

    
# Calc which move to make

    
for
 
index
,
 
heap
 
in
 
enumerate
(
heaps
):

        
target_size
 
=
 
heap
 
^
 
nim_sum

        
if
 
target_size
 
<
 
heap
:

            
amount_to_remove
 
=
 
heap
 
-
 
target_size

            
return
 
index
,
 
amount_to_remove

if
 
__name__
 
==
 
"__main__"
:

    
import
 
doctest

    
doctest
.
testmod
()

```

## 必勝策略的證明
以下是必勝策略的證明，由C. Bouton所提出。
定理：在normal版本的尼姆遊戲中，第一個玩家有必勝的策略，若且唯若各排棋子數的尼姆和不為零。否則，第二個玩家有必勝的策略。
證明：注意尼姆和（⊕）遵守一般加法的结合律及交換律，還有另外一個性質x ⊕ x = 0。
令x1, ..., xn是移動前的各排棋子數，y1, ..., yn是移動後的各排棋子數。令 s = x1 ⊕ ... ⊕ xn且 t = y1 ⊕ ... ⊕ yn。若這次是移動第k排的棋子，可得xi = yi針對所有 i ≠ k，且xk > yk。依照⊕的性質，可得
```
    
t
 = 0 ⊕ 
t

      = 
s
 ⊕ 
s
 ⊕ 
t

      = 
s
 ⊕ (
x
1
 ⊕ ... ⊕ 
x
n
) ⊕ (
y
1
 ⊕ ... ⊕ 
y
n
)
      = 
s
 ⊕ (
x
1
 ⊕ 
y
1
) ⊕ ... ⊕ (
x
n
 ⊕ 
y
n
)
      = 
s
 ⊕ 0 ⊕ ... ⊕ 0 ⊕ (
x
k
 ⊕ 
y
k
) ⊕ 0 ⊕ ... ⊕ 0
      = 
s
 ⊕ 
x
k
 ⊕ 
y
k

 

(*) 
t
 = 
s
 ⊕ 
x
k
 ⊕ 
y
k
.
```

此定理會由以下二個引理推導而來。
引理1：若s = 0，則無論如何移動，接下來t ≠ 0。
證明：若沒有任何可以移動的棋子，此引理空虛的真（依定義，接下來要玩的遊戲者輸，因為在他前一手的遊戲者拿了最後一個棋子）。否則，任何k排的移動都會因為(*)，造成 t = xk ⊕ yk。因為xk ≠ yk，上述數字不為0。
引理2：若s ≠ 0，有可能讓t = 0.
證明：令d是s二進位表示法中最左邊１的位置，選擇k使xk的第d位元也不是零。（這個k一定存在，不然s的第d位元都是零了）
令yk = s ⊕ xk，可以聲稱 yk < xk：xk和yk所有d左邊的位元都相同，d位元從1變為0（數值減少2d），剩下位元的變化最多是2d−1。因此接下來的遊戲者可以在第k'排拿走xk− yk個棋子，則
```
t
 = 
s
 ⊕ 
x
k
 ⊕ 
y
k
           (by (*))
  = 
s
 ⊕ 
x
k
 ⊕ (
s
 ⊕ 
x
k
)
  = 0.
```

misère版本的策略剛剛已經看過，只有在只剩一排的棋子是二個或二個以上時才不同。在這種情形s ≠ 0，接下來玩的人有必勝策略，若是normal版本，就是設法留下偶數排的棋子，每排都只有一個棋子，misère版本則反過來，設法留下奇數排的棋子，每排都只有一個棋子。

## 社會文化
在1939年紐約世界博覽會中，西屋电气有展示一個機器，會玩尼姆遊戲的Nimatron。自1940年的5月11日到10月27日為止，在六週的週期內只有少數的人可以打敗Nimatron：若他們勝了，會得到一個稱為Nim Champ的硬幣。尼姆遊戲也是最早電腦化的游戲。Ferranti曾製作可以玩尼姆遊戲的Nimrod電腦，在1951年的英國節上展示。1952年時，W. L. Maxon公司的工程師Herbert Koppel、 Eugene Grant和Howard Bailer開發了重達23（50磅）的機器，可以和人玩尼姆遊戲，而且多半會贏。Tinkertoy也可以製作尼姆遊戲機。
尼姆游戏是马丁·加德纳在《科學美國人》（Scientific American）雜誌中，1958年2月〈數學遊戲專欄〉的主題。在1961年法國新浪潮電影《去年在馬倫巴》中，有玩過特定版本的尼姆游戏，而且有象徵的重要性。

## 類似遊戲

### subtraction game
另一個有點類似的遊戲稱為subtraction game，會先列出總數，以及每一次可以拿走的最大數量。可能每一次只能拿走1個、2個...至k個。例如在《Survivor: Thailand》節目中的Thai 21，就是k = 3的版本。
若棋子只有一排，共有n個棋子，其必勝策略当且仅当
n ≡ 0 (mod k + 1)（拿到最後一個棋子的人贏的玩法）或
n ≡ 1 (mod k + 1)（拿到最後一個棋子的人輸的玩法）

### 21遊戲
21遊戲一般會用拿到最後一個棋子的人輸的玩法。可以有數個遊戲者參與。第一個遊戲者說1，其他的遊戲者可以在前一個人的數字加1,2或是3。數到21的遊戲者輸。若是二個遊戲者玩，有必勝的策略，就是讓加完的數字維持是4的倍數。這可以使另一方最後一定會數到21。
21遊戲的數字也可以修改，例如改為「最多加5，數到34的人輸」。
以下是一個21遊戲的例子，第二個遊戲者使用必勝的策略：
```
遊戲者     數字
  1           1
  2           4
  1        5, 6 或 7
  2           8
  1       9, 10 或 11
  2          12
  1      13, 14 或 15
  2          16
  1      17, 18 或 19
  2          20
  1          21
```

### 100遊戲
另一個類似的遊戲是100遊戲：從0開始加，每一次可以加1到10之間的任一個整數，數到100的人勝利。必勝的策略是搶到類似01、12、23、34......、89的數字，接下來另一遊戲者不論加多少，都設法搶到下一個01、12、23、34......、89的數字（因為這些數字之間的差是11，不論對方加1到10之間的哪一個數字，都可以可以再加數字，使二人加的數字總計為11）。只要到89之後，接下來不論對方加多少，都可以再加數字使結果為100，因此必勝。

### 多排尼姆的規則
另一個版本的尼姆，是允許在每一排中取走相同數量的棋子。

### 循環尼姆
另一種尼姆的變體是循環尼姆，將一定數量的棋子擺成圓形，二個遊戲者輪流取棋子，可以取相鄰的一個、二個或三個棋子。以下是一個例子：
```
. . . . . . . . . .
```

一開始取走三個棋子
```
_ . . . . . . . _ _
```

接下來又取走三個棋子
```
_ . _ _ _ . . . _ _
```

又拿走一個棋子
```
_ . _ _ _ . . _ _ _
```

最後剩下三個棋子，但是不相鄰，無法一次取走。

### Grundy遊戲
Grundy遊戲也是尼姆遊戲的變體，一開始有一排特定數量的棋子，遊戲者要輪流將某一排棋子分為二排數量不同，且都不為0的棋子。例如6個棋子可以分為5+1、4+2，但不能分為3+3。此遊戲可以讓最後一個人贏或是輸。